# 末安堅二
末安 堅二（すえやす けんじ、1944年2月23日 - ）は日本の銀行家。中京銀行代表取締役頭取や、同行取締役会長、学校法人名古屋学院大学理事長を務めた。

## 人物・経歴
福岡県大牟田市生まれ。東海高等学校を経て、1967年横浜市立大学商学部卒業、東海銀行（現三菱UFJ銀行）入行。1994年取締役。1996年常務。1998年常務執行役員。1999年専務執行役員。2002年中京銀行代表取締役頭取。2011年中京銀行取締役会長。2012年タキヒヨー監査役。2015年名港海運監査役。2015年からは学校法人名古屋学院大学理事長を務め、瀬戸信用金庫との間で産学連携協定を締結するなどした。